# Джорджия Тек Йеллоу Джекетс (баскетбол)
Джорджия Тек Йеллоу Джекетс (англ. Georgia Tech Yellow Jackets) — баскетбольная команда, представляющая Технологический институт Джорджии в первом баскетбольном мужском дивизионе NCAA. Располагается в Атланте (штат Джорджия). В настоящее время команда выступает в Конференции Атлантического Побережья. Домашние игры «Йеллоу Джекетс» проводят в «Маккамиш-павильоне». В настоящее время главным тренером команды является Дэймон Стадемайр. Наибольшего успеха команда добилась под руководством Бобби Креминса, который в 1985 году привёл «Йеллоу Джекетс» к первому в истории учебного заведения титула чемпиона ACC, а в 1990 году в Финал Четырёх турнира NCAA. В 2000 году Креминс ушёл на пенсию имея за своими плечами наибольший процент побед в истории университета. В 2004 году под руководством Пола Хьюита Джорджия впервые в своей истории дошла до финала турнира NCAA, где уступила Университету Коннектикута.

## История

### Первые годы
Баскетбольная команда Технологического института Джорджии свой первый официальный матч сыграла в 1906 году. В этом году в институте был организован небольшой баскетбольный клуб под руководством Коача Чапмена. В своём дебютном сезоне команда выиграла две из трёх игр. Следующую игру команда провела лишь в 1908 году. Новая команда под руководством Джона Хейсмана, который также руководил бейсбольной и футбольной сборными, выиграла всего один матч при шести проигрышах. После трёхлетнего перерыва команда приняла участие ещё в двух сезонах.

### Джош Пастнер
8 апреля 2016 года руководство института на пост главного тренера наняло Джоша Пастнера и, согласно договору, он получит 11 млн долларов за шесть лет. До этого Пастнер семь лет руководил университетом Мемфиса и под его руководством команда четыре раза выходила в турнир NCAA, а его результат составил 167 побед и 73 поражения.

## Достижения
- Финалист NCAA: 2004
- Полуфиналист NCAA: 1990, 2004
- Четвертьфиналист NCAA: 1960, 1985, 1990, 2004
- 1/8 NCAA: 1960, 1985, 1986, 1990, 1992, 1996, 2004
- Участие в NCAA: 1960, 1985, 1986, 1987, 1988, 1989, 1990, 1991, 1992, 1993, 1996, 2001, 2004, 2005, 2007, 2010, 2021
- Победители турнира конференции: 1938, 1985, 1990, 1993, 2021
- Победители регулярного чемпионата конференции: 1937, 1944, 1985, 1996